# Sint-Martinuskerk (Eliksem)

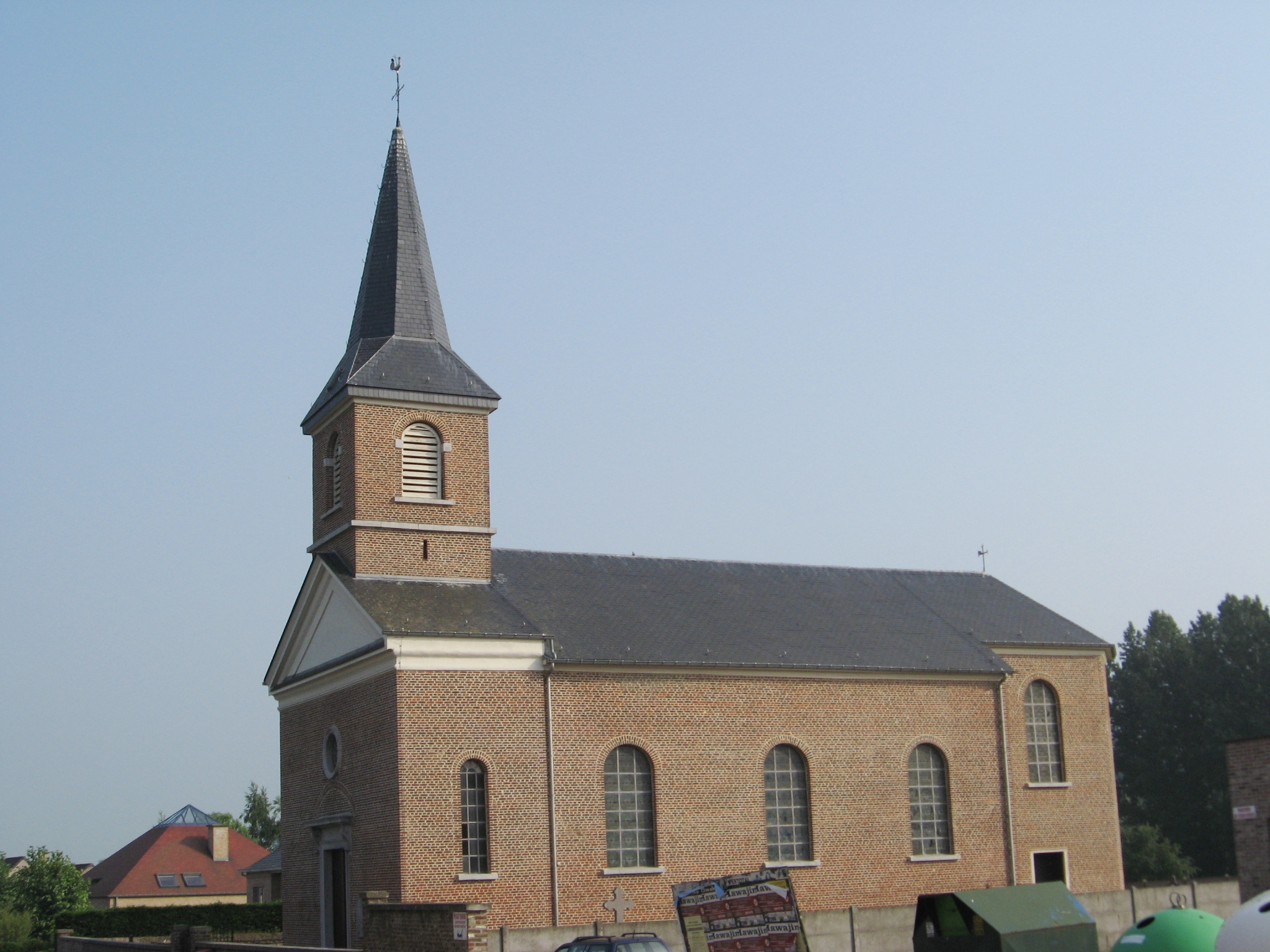
Sint-Martinuskerk

De Sint-Martinuskerk is de parochiekerk van de tot de Vlaams-Brabantse gemeente Landen behorende plaats Eliksem, gelegen aan de Brouwerijstraat.
Deze kerk werd gebouwd omstreeks 1840 in neoclassicistische stijl, nadat de oude kerk gesloopt werd. Het hardstenen doopvont heeft een 17e-eeuwse voet. Er is een Sint-Martinusbeeld van omstreeks 1600. Het overige meubilair is overwegend 19e-eeuws. Het orgel is van 1842 en werd vervaardigd door Henri De Volder.